# Оtvetka@ua
«Оtvetka@ua» — моноп'єса у стилі постмодернізму, що поєднує слово, образ, колір, звук, дію, візуалізацію. Написана у березні 2017 року. Побудована на суцільних монологах головної героїні, якій вкрай важливо проговорити все те, що відбувається навколо. Твір має посвяту Василеві Сліпаку з позивним «Міф», українському співакові, що загинув на Сході України. Відомий оперний виконавець у монодрамі постає зі спогадів головної героїні. Саме завдяки образу Василя Сліпака канва драми наповнена фрагментами класичних оперних творів, що відповідають творчому репертуару Василя Сліпака. Прем'єра 22 листопада 2017 р. у програмі мистецького колажу «Лабіринт із криги та вогню» до річниці Революції Гідності у Національному центрі театрального мистецтва імені Леся Курбаса. Сценічне читання актриси Анастасії Губанової.
«Отвєтка» є ключовим словом, навколо якого авторка вибудовує репліки та монологи головної героїні. Жанр твору, за визначенням авторки – монобомба. 
Авторці вдалося реалізувати бажання написати п’єсу про героя-чоловіка, не вдаючись до відтворення чоловічої оповідної функції, а представивши чоловічий образ опосередковано — через емоційний жіночий наратив, який, поза сумнівами, для неї самої є органічнішим. Це цікавий і самобутній драматургічний текст про війну на Сході України, який водночас бере участь в оновленні текстових стратегій сучасної біографічної драми про митця, активно задіявши такі ресурси: підміну протагоніста, завдяки чому замість сповідальності біографічні відомості подаються через свідчення і запитання; доконструювання реальної біографії.

## Сюжет
Вона п'є каву, а за склом чатують танки під брезентом. Це сон, минуле чи майбутнє? Хто знає. Але таймер бомби цокають. Що робити, коли запрошують на весілля дружкою після похорону? Коли друг стає ворогом, а можливо, і вбивцею? Коли “брат” стає Каїном, а тобі судилося бути Авелем, як перестати любити? І як вижити після катастрофи і не бути ні жертвою, ні катом? Як позбутися люті, відчаю, страху і знайти сили і бажання жити після смерті найдорожчого? І де шукати нове дихання? У помсті? У забутті? У втечі чи… у музиці?… Вона любила, але він обрав війну, бо не міг інакше. Але що робити їй тепер самій із ненародженою дитиною у цьому світі, жорстокому, продажному, безнадійному? Бо йде війна, велика гібридна війна, уже світова. І як відповісти на несправедливість, відчай і смерть? Щоб вижити, їй потрібна «отвєтка».

## Персонажі
Діти: жодної

Жінки: ВОНА - 20-40 років

Чоловіки: жодного

Масовка: немає

## Відомі постановки

### Запорізький муніципальний театр-лабораторія «Ві»
29 вересня 2018 р. актриса Анна Миронова, режисерка Наталія Мостопалова-Гапчинська представили монодраму у Запорізькому театрі-лабораторії VIE. У музичному оформленні використано твори Філіпа Гласса, а також арії з опери “Фауст” і партії з “Реквієму”, які виконував Василь Сліпак. Додано текст про Каїна та Авеля, якого не було в п’єсі, і провела цю притчеву історію через всю виставу. А “отвєтка”, на думку авторів постановки, це дитина, яку народить героїня вистави”.
Запорізький муніципальний театр "Ві" представив монодраму у Києві 18 лютого 2019 р. у рамках проекту "Лабіринт із криги та вогню" Центру Леся Курбаса.
Постановку презентували 30 березня 2019 р. на Всеукраїнському театральному фестивалі малих форм «Майстерія» (2019).
У межах конкурсного фестивалю на здобуття найвищої театральної нагороди Придніпров'я «Січеславна-2019», що відбувався у Дніпровському національному українському музично-драматичному театрі ім. Тараса Шевченка, Анна Миронова перемогла у номінації «Краща жіноча роль» за роль жінки у виставі «Ответка@UA».
14 жовтня 2020 р. до Дня захисника України телеканали Суспільного показали відеоверсію моновистави, яку зняли журналісти UA: ЗАПОРІЖЖЯ.

### Закарпатський академічний обласний український музично-драматичний театр імені братів Шерегіїв
17 квітня 2022 р. на малій сцені театру відбулась прем’єра монодрами у постановці заслуженого артиста України Михайла Фіщенка, акторка Дар’я Горшкова.

### Культурно-мистецький центр «Арт-Галактика»
30 червня 2022 р. у Полтаві монодраму презентували актори Полтавського академічного обласного українського музично-драматичного театру імені Миколи Гоголя заслужений артист України Богдан Чернявський виступив режисером постановки, у головній ролі артистка театру та кіно Ольга Чернявська. Музичне оформлення — заслужений працівник культури України Леонід Сорокін. Технічне забезпечення – творче об'єднання «AVANT». 
П'єсу показали у Кракові на 9 Міжнародному фестивалі українських театрів «Схід-Захід» у серпні 2022 р.
У театрі «Сузір'я» (Київ) показ відбувся 4 листопада 2022 р.
У день пам’яті Василя Сліпака полтавський театральний дует привіз 20 грудня 2022 року виставу до Львова. Постановка відбулася у приміщенні львівського Першого театру для дітей та юнацтва за громадської ініціативи директора ПП «МЕДІС» Андрія Петруха, який із залученням до культурного простору товариства медиків організував дуже доречний вітальний пролог для полтавських гостей і львівської еліти зі спогадами про Героя України Василя Сліпака від Василевого брата Ореста.
За ініціативи Українського культурного осередку імені Василя Сліпака та Франко-української асоціації «Ідеї без Кордонів» прем’єра моновистави  відбулася 9 лютого 2023 р. у Парижі.
Фестиваль Українська театральна весна в Стокгольмі розпочався 2 березня 2023 р. моновиставою «Отвєтка@ua». Організатори: Український Альянс в Швеції, Українсько-Шведський культурний клуб, Українська жіноча організація, Український театр в Швеції «МИ».

### Театр Атталії Гаврюшенко
3 липня 2022 р. у глядацькій залі Рівненського міського палацу культури народний театр Атталії Гаврюшенко представив прем'єру вистави «Хто з мечем прийде…» за п'єсою Неди Нежданої «Отвєтка». Режисер Олена Гордійчук, у головній ролі актриса театру Олександра Курганова, музичне оформлення Сергій Романішин.

### Монотеатр «Кут» (м.Хмельницький)
Війна змусила залишити рідне місто Запоріжжя Анну Миронову, яка після власної трирічної акторської перерви, вперше поставила у Хмельницькому моновиставу Неди Нежданої «Отвєтка».

## Переклади
- англійською[18]